# Запорізький завод важкого кранобудування
Запорізький завод важкого кранобудування — підприємство з виготовлення мостових, козлових і кранів спеціального призначення. Розташоване в Запоріжжі. Займається виробництвом (без ремонту) підйомного і такелажного устаткування, металевих конструкцій, гуртовою торгівлею промисловим обладнанням.
«Запоріжкран» виготовляє крани вантажністю від 5 до 1000 тонн, які можуть працювати за температури від -40 до +40 °С. Вони зарекомендували себе як на просторах Сибіру й України, так і при вологому кліматі тропіків В'єтнаму, Бангладешу, Індії.

## Історія

### Радянська епоха
Історія заводу тісно пов'язана з історією створення великого індустріального комплексу на берегах Дніпра. Будівництво металургійних гігантів, а також інших підприємств енергетики і машинобудування не було можливе без використання вантажопідйомної техніки.
1928 року спільним рішенням Запорізького міськвиконкому та Дніпробуду створюються Центральні механічні майстерні (ЦММ) — прообраз механічного заводу. Спочатку ці майстерні були мало схожі на завод — довгі, пристосовані під виробничі приміщення, бараки. Першими керівниками ЦММ були П. Ю. Бромеріус, Л. Л. Копп, а з 1929 року П. М. Лепіхов. З його приходом починається бурхливий розвиток майстерень. Впроваджуються в дію чавуноливарний і ковальський цехи. В 1930 році в ЦММ відремонтовано 30 паротягів, 11 потужних кранів, 9 екскаваторів, вироблено 1250 тонн металевих арматур. 1937 року ЦММ перейменовані в механічний завод.
З початком Другої світової війни підприємство евакуйовано в Ростов-на-Дону, перейшло на випуск військової продукції — мін і шасі для літаків. 1944 год — повернення в Запоріжжя і відновлення заводу. Ці важкі роки випали на долю директора Т. Є. Боргенко. Під його керівництвом була побудована киснева станція, яка постачала кисень механічному заводу і Дніпробуду.
В 1951 році вводиться в дію цех металоконструкцій. 1953 рік — початок серійного виробництва мостових кранів. 1954 рік — завершення реконструкції чавуноливарного і створення нового сталеливарного цехів. В 1956 році завод отримав нову назву — Дніпровський механічний завод, а в 1977 році — Запорізький енергомеханічний завод.
З 50-х років XX ст. Дніпровський механічний завод став спеціалізованим кранобудівним підприємством, яке було підпорядковане Міністерству енергетики та електрифікації СРСР.
У радянські часи — це провідний завод із виготовлення вантажопідйомної техніки для всіх будівництв Радянського Союзу і далекого зарубіжжя, гідро, теплових і атомних електростанцій. Щорічно завод випускав близько 250—300 кранів різної вантажопідйомності і тисячі тонн складних металоконструкцій.

### Сьогодення
В 1989 році «ЗЕМЗ» переведений на нову форму господарських відносин — оренду, встановлено новий порядок — вибори першого керівника, а в 1995 році — завод стає закритим акціонерним товариством.
В 1999 році підприємство отримало сучасну назву і змінило форму власності, але не сферу діяльності.
Від серпня 2005 року основним акціонером «Запоріжкрана» є фінська транснаціональна корпорація Konecranes. За 4 роки співпраці було модернізовано обладнання, з 2005 року завод втричі збільшив обсяги виробництва.
Особливе місце в продукції заводу займають контейнерні крани-перевантажувачі. Шпренгельна металоконструкція, вантажний візок з поворотним спредером, універсальність роботи, як з 20-футовими так і з 40-футовими контейнерами дозволяє використовувати контейнерні крани з найбільшою ефективністю для залізничних, автомобільних і портових контейнерних терміналів.
Вугільні козлові грейферні перевантажувачі продуктивністю 700 т / год. успішно працюють на Магнітогорському металургійному комбінаті.
У вересні 2019 року завод відвантажив 79 портових кранів для п’ятого за величиною порту США — Вірджинія.

## Екологія
Вплив на навколишнє середовище підприємства невелике — обсяги викидів ПАТ «Запоріжкран» складають менше 0,02 відсотка від загального по місту (без урахування парникових газів). Викиди забруднюючих речовин в атмосферу середнього ступеня ризику. Забруднюючими речовинами, які викидаються в атмосферне повітря є: неметанові леткі органічні сполуки, оксид вуглецю, речовини у вигляді суспендованих твердих частинок, сполуки азоту, метали та їхні сполуки, метан, фтор і його пароподібні та газоподібні сполуки. Обсяги викидів від стаціонарних джерел склали: у 2008 році — 31 тонну, в 2009 році — 23,911, в 2010 році — 26,357, в 2011 — 19,592 тонни.
Відходи виробництва, що утворюються на підприємстві (відпрацьовані шліфувальні круги, відходи, що утворюються в процесі зварювання, пил абразивний металевий, відходи фарбувальної камери), а також комунальні, будівельні відходи розміщуються на полігоні твердих побутових відходів № 1 відповідно до укладеного договору з ТОВ «Ремондіс-Запоріжжя». Небезпечні відходи передаються спеціалізованим організаціям, металева стружка реалізується. За 2011 рік на полігон ТПВ № 1 вивезено 145 тонн відходів. Заслуговує на увагу відмова від найбільш шкідливих виробництв — ливарного виробництва чавуну і сталі, дану продукцію вирішили купувати на інших підприємствах.
Одним з успішних проектів стало будівництво фарбувальної камери, яка дозволила значно скоротити викиди частинок фарби в атмосферу, що особливо важливо, оскільки цехи «Запоріжкрану» знаходяться поблизу від житлової забудови.